# تشوه كريات الدم الحمراء
تشوه كريات الدم الحمراء هو قدرة كريات الدم الحمراء (خلايا الدم الحمراء RBC) على تغيير شكلها تحت مستوى معين من الضغط دون انحلال الدم (أي دون تمزقها)، وهذه خاصية مهمة لأن كريات الدم الحمراء يجب أن تغير شكلها على نطاق واسع تحت تأثير القوى الميكانيكية في تدفق السوائل أو أثناء المرور عبر الأوعية الدقيقة، يمكن أن يتأثر كل من المدي والهندسة الرياضية لهذا التغيير في الشكل بالخواص الميكانيكية لكريات الدم الحمراء وحجم القوات التطبيقية وتوجه الكريات الحمراء مع القوات التطبيقية، يُعد التشوه خاصية خلوية جوهرية لخلايا الدم الحمراء تحددها الخصائص الهندسية والمادية لغشاء الخلية. على الرغم من أنه كما هو الحال مع العديد من الخصائص القابلة للقياس قد تكون الظروف المحيطة أيضًا عوامل ذات صلة في أي قياس معين، لا توجد خلايا أخرى من الكائنات الحية الثديية لها تشوه يمكن مقارنته بالكريات الحمراء، علاوة على ذلك فإن كريات الدم الحمراء غير الثديية ليست قابلة للتشوه مقارنة بكريات الدم الحمراء الثديية، ففي كريات الدم الحمراء البشرية هناك دعم هيكلي يساعد على مرونة كريات الدم الحمراء والذي يشمل الهيكل الخلوي -أكتين وسبكترين- واللذان يتم الاحتفاظ بها معًا بواسطة الأنكيرين.

## الظاهرة
تغيير شكل كريات الدم الحمراء تحت القوى الواقعة عليها (أي قوى التمزق عندما تدفق في الدم) يمكن عكسه ويتم الحفاظ على الشكل القرصي مقعر الوجهين بعد إزالة القوى المشوهة وهو أمر طبيعي بالنسبة لمعظم الثدييات، وبعبارة أخرى تتصرف كريات الدم الحمراء مثل الأجسام المرنة لكنها تقاوم أيضًا تغيُّر الشكل تحت القوى المشوهة، يتم تحديد هذا السلوك المطاطي اللزج للخلايا الحمراء من خلال الخصائص الثلاثة التالية:
1) هندسة كريات الدم الحمراء: يوفر الشكل القرصي مقعر الوجهين مساحة سطح إضافية للخلية، مما يتيح تغيير الشكل دون زيادة مساحة السطح. يتطلب هذا النوع من تغيير الشكل قوى أصغر بكثير من تلك المطلوبة لتغيير الشكل مع توسيع مساحة السطح.
2) اللزوجة السيتوبلازمية: مما يعكس تركيز الهيموغلوبين السيتوبلازمي في كريات الدم الحمراء.
3) خصائص اللزوجة المرنة لغشاء كريات الدم الحمراء، التي تحددها أساسًا شبكة غشاء خاص من كريات الدم الحمراء.

## الأهمية الفسيولوجية
يُعد تشوه كريات الدم الحمراء محددًا هامًا للزوجة الدم وبالتالي مقاومة تدفق الدم في الجهاز الوعائي. وهو يؤثر على تدفق الدم في الأوعية الدموية الكبيرة بسبب زيادة مقاومة الاحتكاك بين الصفائح السائلة تحت ظروف التدفق الصفحي. كما أنه يؤثر على تدفق الدم في الأوعية الدقيقة بشكل كبير، حيث تضطر كريات الدم الحمراء إلى المرور عبر الأوعية الدموية بأقطار أصغر من حجمها.

## الأهمية الإكلينيكية
يتم تغيير تشوه كريات الدم الحمراء في ظل الظروف الفيزيولوجية المرضية المختلفة، يتميز فقر الدم المنجلي بضعف شديد في تشوه كريات الدم الحمراء، حيث يعتمد على الضغط الجزئي للأكسجين، وقد ثبت أيضًا أن تشوه كريات الدم الحمراء ضعيف في مرض السكري وأمراض الأوعية الدموية الطرفية والإنتان ومجموعة متنوعة من الأمراض الأخرى.
خلايا الدم الحمراء المكدسة والمخزنة (يشار إليها أحيانًا بـ "pRBC" أو "StRBC") تشهد أيضًا تغيرات في خصائص الغشاء مثل التشوه أثناء التخزين والمعالجة ذات الصلة كجزء من ظاهرة أوسع تعرف باسم «آفة التخزين». بينما لا تزال الآثار السريرية قيد البحث لكن يمكن أن يكون التشوه مؤشرًا على جودتها أو الحفاظ علي مخزن منتج كريات الدم الحمراء المتاح لنقل الدم، يُعد الإرواء (أو قابلية الإرواء) مقياسًا قائمًا على التشوه الذي قد يقدم تمثيلًا ذا صلة من الناحية الفسيولوجية للتدهور الناجم عن التخزين لكرات الدم الحمراء الذي يحدث في بنوك الدم، والتأثيرات المرتبطة بظروف/أنظمة التخزين.

## القياس
تشوه كريات الدم الحمراء هو خاصية قابلة للقياس، وقد تم استكشاف وسائل مختلفة لقياسها - مع كل منها نتائج وأهمية تم تخصيصها بشكل كبير إلى النهج المُعطَى المستخدم، وبناءً على ذلك فإن المصطلح فضفاض إلى حد ما بمعنى أن خلية معينة أو عينة من الخلايا يمكن اعتبارها أكثر «تشوهًا» بشكل ملحوظ بواسطة وسيلة/مقياس بالنسبة إلى وسيلة/مقياس آخر، وبالتالي من أجل مقارنات «التفاح إلى التفاح» ذات المغزى التي تنطوي على تشوه الخلية فإنه من المهم استخدام نفس النهج النوعي.
يعد قياس Ektacytometry -القائم على تحليل الحيود بالليزر- طريقة مفضلة بشكل عام (ومباشر إلى حد ما) لقياس التشوه، أما الملاقط البصرية فهي مقياس مباشر آخر، وهي تستهدف الخلايا الفردية، يمكن قياس قابلية التشوه بشكل غير مباشر مثل مقدار الضغط و/أو الوقت الذي تستغرقه الخلايا في تمرير مسام المرشح (أي قابلية التصفية أو الترشيح) أو الإرواء من خلال الشعيرات الدموية (التروية) في المختبر أو في الجسم الحي بأقطار أصغر من الخلايا، قد تكون بعض اختبارات التشوه ذات صلة من الناحية الفسيولوجية أكثر من غيرها لتطبيقات معينة، فعلى سبيل المثال تعد التروية أكثر حساسية للتغيرات الصغيرة نسبيًا في قابلية التشوه (مقارنة بإمكانية التصفية)، مما يجعله مفضلاً لتقييم تشوه كرات الدم الحمراء في سياقات حيث تكون آثار الدورة الدموية الدقيقة ذات أهمية خاصة، علاوة على ذلك قد تتبع بعض الاختبارات كيف يتغير التشوه نفسه مع تغير الظروف و/أو مع تكرار التشوه.

## خصائص كريات الدم الحمراء ذات الصلة
يمكن أيضًا اختبار كريات الدم الحمراء لخصائص غشائية أخرى (ذات صلة) بما في ذلك هشاشة كرات الدم الحمراء (التناضحية أو الميكانيكية) والمورفولوجيا، يمكن قياس المورفولوجيا بواسطة الفهارس التي تميز تغيرات شكل الاختلافات بين الخلايا، يتضمن اختبار الهشاشة إخضاع عينة من الخلايا للضغط التناضحي و/أو الميكانيكي، ثم التأكد من مقدار نتائج انحلال الدم بعد ذلك، ومن ثم تحديد قابلية أو انحلال الدم الناجم عن الإجهاد بمؤشر أو صيغة (والذي يمكن أن يكون مفيدًا في تقييم قدرة الخلايا على تحمل الضغوط المستمرة أو المتكررة).
يمكن أن تشمل خصائص خلايا الدم الحمراء الأخرى ذات الصلة الالتصاق والتجميع، والتي تصنف إلى جانب التشوه على أنها «خصائص تدفق» كريات الدم الحمراء.